# Julia Mengden
Julia von Mengden, född 22 maj 1719 Carnikava, död 1786, var en baltisk adelsdam, hovdam och favorit år den ryska regenten Anna Leopoldovna.  
Dotter till den livländska baron Magnus Gustav von Mengden. Hon deltog i störtandet av regenten Biron 1740 som gav makten åt Anna Leopoldovna. Hon utnämndes till officiell skötare av tsar Ivan VI av Ryssland. Då Anna störtades 1741 följde hon Anna och hennes familj i fångenskap; först i Riga, sedan i Ranenburg, där hon sattes i fängelse och skildes från Anna. Hon frigavs 1762 ur fängelse av Katarina den stora och återvände till Livland.